# Кублицкий, Пётр Софронович
Пётр Софронович Кублицкий (1845—1905) — генерал от инфантерии, профессор военного искусства в Академии Генерального штаба.

## Биография
Пётр Кублицкий родился 16 января 1845 года. Образование получил в Киевском кадетском корпусе и Михайловском артиллерийском училище, откуда 13 мая 1864 года выпущен подпоручиком в полевую пешую артиллерию и служил в 37-й артиллерийской бригаде. 23 августа 1865 года произведён в поручики и 23 октября 1868 года — в штабс-капитаны.
В 1872 году поступил в Николаевскую академию Генерального штаба, которую окончил в 1874 году по 1-му разряду, причём 29 декабря 1873 года за отличные успехи в науках был произведён в капитаны. 27 марта 1877 года он был произведён в подполковники и в 1878 году назначен начальником штаба 4-й кавалерийской дивизии.
После русско-турецкой войны 1877—1878 годов, когда в академии Генерального штаба пустовала кафедра прикладной тактики и кандидатов на неё не предвиделось, по предложению правителя дел академии 1 октября 1879 года Кублицкий был приглашён на должность адъюнкт-профессора военного искусства и штаб-офицера, заведующего обучающимися офицерами, при этом Кублицкому было позволено не представлять диссертации. Одновременно Кублицкий преподавал в Михайловском артиллерийском училище и Пажеском корпусе. 20 апреля 1880 года произведён в полковники.
В академии Пётр Софронович Кублицкий читал в младшем классе курс прикладной тактики, а в старшем — историю франко-прусской войны 1870 года, на основании курса этих лекций им были составлены «Записки по франко-прусской войне». Лекции Кублицкий читал кратко и образно, увлекая своих слушателей; впрочем ему в упрёк ставилось неиспользование данных из новейших источников.
В 1882 году слушатели Кублицкого напечатали «Записки тактики», составленные по его лекциям. Записки эти заключают, главным образом, изложение полевого устава, только что тогда утверждённого (в 1881 году). Когда впоследствии Кублицкий был назначен в комиссию по пересмотру этого полевого устава, то и там он, как совершенно отставший от жизни войск, не мог дать какой-либо самостоятельной работы. Однажды его с большим трудом уговорили написать критический отзыв в «Русский инвалид» о курсе тактики Н. В. Левицкого, вышедшем новым изданием под новой редакцией. Кублицкий напечатал буквально две строки, в которых говорилось, что само появление нового издания свидетельствует о достоинстве книги.
Преподавание П. С. Кублицкого в академии продолжалось около 20 лет; своевременно он получил звание ординарного профессора и заслуженного профессора (13 июля 1892 года). Кроме того, 30 августа 1890 году он был произведён в генерал-майоры.
3 мая 1898 года, вследствие конфликта с профессором академии генералом Н. А. Орловым, Пётр Софронович Кублицкий оставил службу в ней и был назначен членом военно-учёного комитета Главного штаба; после этого получил звание почётного члена конференции академии.
6 декабря 1899 года Кублицкий был произведён в генерал-лейтенанты, а 22 февраля 1901 года назначен на должность начальника 31-й пехотной дивизии, которой прокомандовал два года. Труд командования показался ему тяжёлым, и после Курских больших маневров он просил своего товарища по академическому курсу, военного министра генерала Куропаткина, освободить его от должности начальника дивизии, вследствие чего 8 марта 1903 года и был назначен состоящим при военном министре.
Характера Кублицкий был спокойного, весьма благородного, в высокой степени обладал чувством собственного достоинства и не позволял его нарушать даже сильному начальству.
8 августа 1905 года был произведён в генералы от инфантерии с увольнением от службы с мундиром и пенсией.
Пётр Софронович Кублицкий умер 19 августа 1905 года в Санкт-Петербурге, похоронен на Никольском кладбище Александро-Невской лавры.
Среди прочих наград Кублицкий имел ордена:
- Орден Святого Станислава 3-й степени (1869 год)
- Орден Святой Анны 3-й степени (1875 год)
- Орден Святого Станислава 2-й степени (1879 год)
- Орден Святой Анны 2-й степени (1881 год)
- Орден Святого Владимира 4-й степени (1883 год)
- Орден Святого Владимира 3-й степени (1886 год)
- Орден Святого Станислава 1-й степени (1893 год)
- Орден Святой Анны 1-й степени (1902 год)

Его старший брат Александр (1837—1896) был генерал-майором.